# 5058 Tarrega
5058 Tarrega eller 1987 OM är en asteroid i huvudbältet som upptäcktes den 28 juli 1987 av den japanska astronomen Tsutomu Seki vid Geisei-observatoriet. Den är uppkallad efter den spanske musikern Francisco Tárrega.
Asteroiden har en diameter på ungefär 5 kilometer.